# Dassault MD.450 Ouragan
De Dassault MD.450 Ouragan was een Franse jager-bommenwerper met straalaandrijving, gebouwd door het bedrijf van Marcel Dassault. Het was de eerste Franse straaljager die in productie ging na Tweede Wereldoorlog. Ouragans deden dienst in de Franse luchtmacht en die van India, El Salvador en Israël, waar ze werden ingezet in de Suezcrisis van 1956 en de Zesdaagse Oorlog van 1967.

## Ontwerp en ontwikkeling
Vliegtuigontwerper Marcel Dassault lanceerde het ontwerp van de MD.450 op eigen initiatief in 1947. In december 1947 kreeg Dassault van de regering een contract voor drie prototypes. Het type kreeg de naam Ouragan ("orkaan").
Het eerste prototype vloog op 28 februari 1949. Het was nog niet bewapend en werd aangedreven door een Rolls-Royce Nene 102 turbojet, net zoals het tweede. De derde Ouragan had een door Hispano-Suiza onder licentie gebouwde Nene 104. De Ouragan gaf een indrukwekkende presentatie op de Paris Air Show in mei 1949.
In augustus 1949 bestelde de Armée de l'Air 15 pre-productie-exemplaren; later werd dat aantal teruggebracht tot 12. Deze werden vooral gebruikt om verschillende combinaties van motoren en bewapening te testen. In 1950 volgde een bestelling van 150 serie-exemplaren van de Ouragan en later werden nog 200 bijkomende toestellen besteld voor de Franse luchtmacht. Het eerste serie-exemplaar vloog op 5 december 1951 en de luchtmacht nam het toestel in 1952 in dienst. 
De Ouragan was een jager-bommenwerper die bommen, raketten of brandstoftanks kon meenemen aan vier ophangpunten onder de vleugels, en uitgerust was met vier 20 mm-kanonnen. De Ouragan had een vleugel met een kleine pijlstand en geleek uiterlijk op de Republic F-84 Thunderjet. De serie-exemplaren hadden standaard twee brandstoftanks aan de vleugeluiteinden.  Het toestel was niet supersonisch; de van de Ouragan afgeleide Dassault Mystère II met pijlvleugel was wel in staat de geluidsmuur te doorbreken (in duikvlucht).

## Operationeel gebruik
Het toestel had een korte carrière bij de Armée de l'Air als gevechtsvliegtuig: vanaf mei 1955 werd het reeds vervangen door de Mystère IVA. De Ouragan werd nog gebruikt als opleidingstoestel tot 1961. De Patrouille de France gebruikt de Ouragan van 1954 tot 1957.
Dassault verkocht de Ouragan aan India, waar het toestel "Toofani" werd genoemd. In 1953 bestelde India 71 nieuwe Ouragans, die met de Nene 105 werden uitgerust. In 1957 kocht India nog 33 tweedehands exemplaren.
Israël zocht in de jaren 1950 nieuwe straaljagers om gelijke tred te houden met zijn Arabische buren. Het koos voor de Dassault Mystère IV, maar in afwachting dat dit toestel beschikbaar kwam kocht Israël in 1955 24 gebruikte Ouragans, later gevolgd door nog 46 exemplaren. Ze kwamen in actie tijdens de Suezcrisis van 1956 en werden intensief gebruikt in de Zesdaagse Oorlog van 1967 voor de aanval van Egyptische gronddoelen. Israël zou de Ouragan nog tot 1973 gebruiken.
In 1975 verkocht Israël achttien Ouragans aan El Salvador, plus een aantal Fouga Magisters. Die werden door de Fuerza Aerea Salvadorena in de burgeroorlog van 1980-1982 ingezet tegen linkse guerrillastrijders.